# Antonio Hernández Gil
Antonio Hernández Gil (Puebla de Alcocer, Badajoz, 29 de marzo de 1915 - Madrid, 26 de mayo de 1994) fue un abogado, jurista, catedrático universitario y político español. Fue presidente de las Cortes, del Consejo de Estado, del Tribunal Supremo y del Consejo General del Poder Judicial.

## Biografía
Licenciado en Derecho por la Universidad de Salamanca, se doctoró en la de Madrid en 1943 con premio extraordinario. El mismo año consiguió la cátedra de Derecho civil en la Universidad de Granada, donde ejerció la docencia hasta 1954 en que se trasladó a la Universidad Complutense de Madrid.
Casado con Amalia Álvarez-Cienfuegos, tuvieron dos hijos, Guadalupe Hernández-Gil Álvarez-Cienfuegos, miembro del Consejo de Estado desde 1984 (incorporándose al mismo durante la presidencia de su padre), y Antonio Hernández-Gil Álvarez-Cienfuegos, abogado y catedrático.

## Trayectoria
En 1975 fue presidente de la Real Academia de Jurisprudencia y Legislación. En 1977 fue nombrado por el rey senador, presidente del Consejo del Reino y de las presidente de las Cortes establecidas en la Ley para la Reforma Política, por lo que presidió la comisión Mixta Congreso-Senado sobre el proyecto constitucional.
Presidió la sesión de las Cortes el 27 de diciembre de 1978 en las que el rey Juan Carlos I sancionó la Constitución española de 1978. Ocupó la presidencia de las Cortes hasta la entrada en vigor de la Constitución dos días después, el 29 de diciembre de 1978, la cual no contempla dicho cargo y lo hace recaer en el presidente del Congreso de los Diputados. Por ese motivo, la Constitución posee su firma como presidente de las Cortes junto con la del rey y los presidentes del Congreso de los Diputados y del Senado.
En 1982 es nombrado presidente del Consejo de Estado y en 1985 del Tribunal Supremo y del nuevo Consejo General del Poder Judicial. En 1986 sufrió un atentado de la organización terrorista ETA, del que resultó ileso, siendo perforado el coche en el que viajaba por tres granadas. Entre 1983 y 1991 fue también director de la Real Academia de Extremadura y fue condecorado en 1986 con la Medalla de Extremadura, su tierra natal.

## Obras
Entre sus obras se encuentran:
- Naturaleza jurídica de la obligación alternativa (1942)
- La solidaridad en las obligaciones (1946)
- El futuro del derecho civil (1958)
- Metodología de la ciencia del derecho (1973)
- El abogado y el razonamiento jurídico (1975)
- La posesión (1980)
- El cambio político español y la Constitución (1981).

| Precedido por: Torcuato Fernández Miranda                  | Presidente de las Cortes Españolas 1977-1978                | Sucedido por: Órgano disuelto            |
| Precedido por: Torcuato Fernández Miranda                  | Presidente del Consejo del Reino 1977-1978                  | Sucedido por: Órgano disuelto            |
| Precedido por: Antonio Jiménez Blanco                      | Presidente del Consejo de Estado 1982-1985                  | Sucedido por: Tomás de la Quadra-Salcedo |
| Precedido por: Federico Carlos Sainz de Robles y Rodríguez | Presidente del Tribunal Supremo 1985-1990                   | Sucedido por: Pascual Sala               |
| Precedido por: Federico Carlos Sainz de Robles y Rodríguez | Presidente del Consejo General del Poder Judicial 1985-1990 | Sucedido por: Pascual Sala               |